# Distrikt Chilcaymarca
Der Distrikt Chilcaymarca liegt in der Provinz Castilla in der Region Arequipa in Südwest-Peru. Der Distrikt wurde am 29. Oktober 1923 gegründet. Er besitzt eine Fläche von 182 km². Beim Zensus 2017 wurden 1025 Einwohner gezählt. Im Jahr 1993 lag die Einwohnerzahl bei 379, im Jahr 2007 bei 842. Die Distriktverwaltung befindet sich in der 3850 m hoch gelegenen Ortschaft Chilcaymarca mit 659 Einwohnern (Stand 2017). Chilcaymarca liegt knapp 90 km nördlich der Provinzhauptstadt Aplao. Im Distrikt wird Bergbau betrieben.

## Geographische Lage
Der Distrikt Chilcaymarca liegt in der Cordillera Volcánica im Nordwesten der Provinz Castilla. Der Río Andahua durchquert den Distrikt in südlicher Richtung und endet in der Laguna de Chachas. Der oberflächige Abfluss des Sees nach Süden zum Río Colca wird durch Lavaströme blockiert.
Der Distrikt Chilcaymarca grenzt im Süden an den Distrikt Andagua, im Westen an den Distrikt Cayarani (Provinz Condesuyos) sowie im Osten an den Distrikt Orcopampa.

## Ortschaften
Im Distrikt gibt es neben dem Hauptort folgende größere Ortschaften:
- Chapacoco
- Huilluco